# スティーヴン・セント・クロワ
スティーヴン・セント・クロワ（Steven St. Croix, 1968年2月24日 - ）は、アメリカ合衆国のポルノ男優。
これまでに1,000本以上のポルノ映画に出演してAVNアワードを数多く受賞し、2005年にはAVN殿堂入りを果たした。

## 出演作品
- パイレーツ・オブ・アイランド
- スパイ・ワイフ
- カジノ・エロイヤル
- エロポート2007
- スノーゲーム　欲望のスラローム
- ボディレスキュー
- スウィートウェイトレス 2番テーブル
- ボディライダー
- プライベート・セックス・クラブ　眠れる城の淫獣
- アンニュイ II　花嫁の憂鬱
- 魔性
- 最新Ｕ.Ｓ.テレクラ事情/ブロンド・コール
- 美肉狩り7
- ハリウッド・シンボル/淫唇
- 監禁遊戯
- デス・オルガ/淫獣士
- 極生AV体験
- スカーフェイスX
- ナイト・トリップスTABOO
- 飼われた女
- 巨乳バスター/110cmの絶頂
- フェイス